# (23536) 1993 QS9
A (23536) 1993 QS9 a Naprendszer kisbolygóövében található aszteroida. Eric Walter Elst fedezte fel 1993. augusztus 20-án.